# Comuna Vrâncioaia, Vrancea
Vrâncioaia este o comună în județul Vrancea, Moldova, România, formată din satele Bodești, Muncei, Ploștina, Poiana, Spinești și Vrâncioaia (reședința).

## Toponimie
Numele comunei provine de la numele Babei Tudora Vrâncioaia. Aceasta a avut șapte fii (Bârsan, Bodea, Negrilă, Nistor, Pavel, Spulber și Spânea). Aceștia au format gospodării vrednice, formând sate cărora le-a dat numele lor: Bârsești, Păulești, Negrilești, Spulber, Nistorești, precum și a două sate ale comunei, Bodești și  Spinești.
Baba Tudora Vrâncioaia a fost bătrâna care l-a găzduit, ospătat și încurajat pe domnitorul Ștefan cel Mare. Cu mare dragoste de neam, își trimite pe cei șapte feciori ai ei, să adune toți flăcăii ce păzeau oile pe plaiurile Vrancei. Ceata, luptând cu mult eroism, îl ajută pe Ștefan să-i înfrangă pe dușmani.
Drept răsplată, domnitorul dăruiește celor șapte feciori eroi cei șapte munți ai Vrancei pe care să-i stăpânească "din neam în neam", fără vreun amestec și tulburare din partea cuiva. Vrâncenii susțin că, pentru a întări această danie, voievodul ar fi dat vrâncenilor un uric, scris cu litere de aur pe piele de vițel, semnat și întărit cu pecetea domnească. De la numele Babei Tudora Vrâncioaia, se derivează numele Vrâncioaia, care este numele actual al comunei.

## Geografie

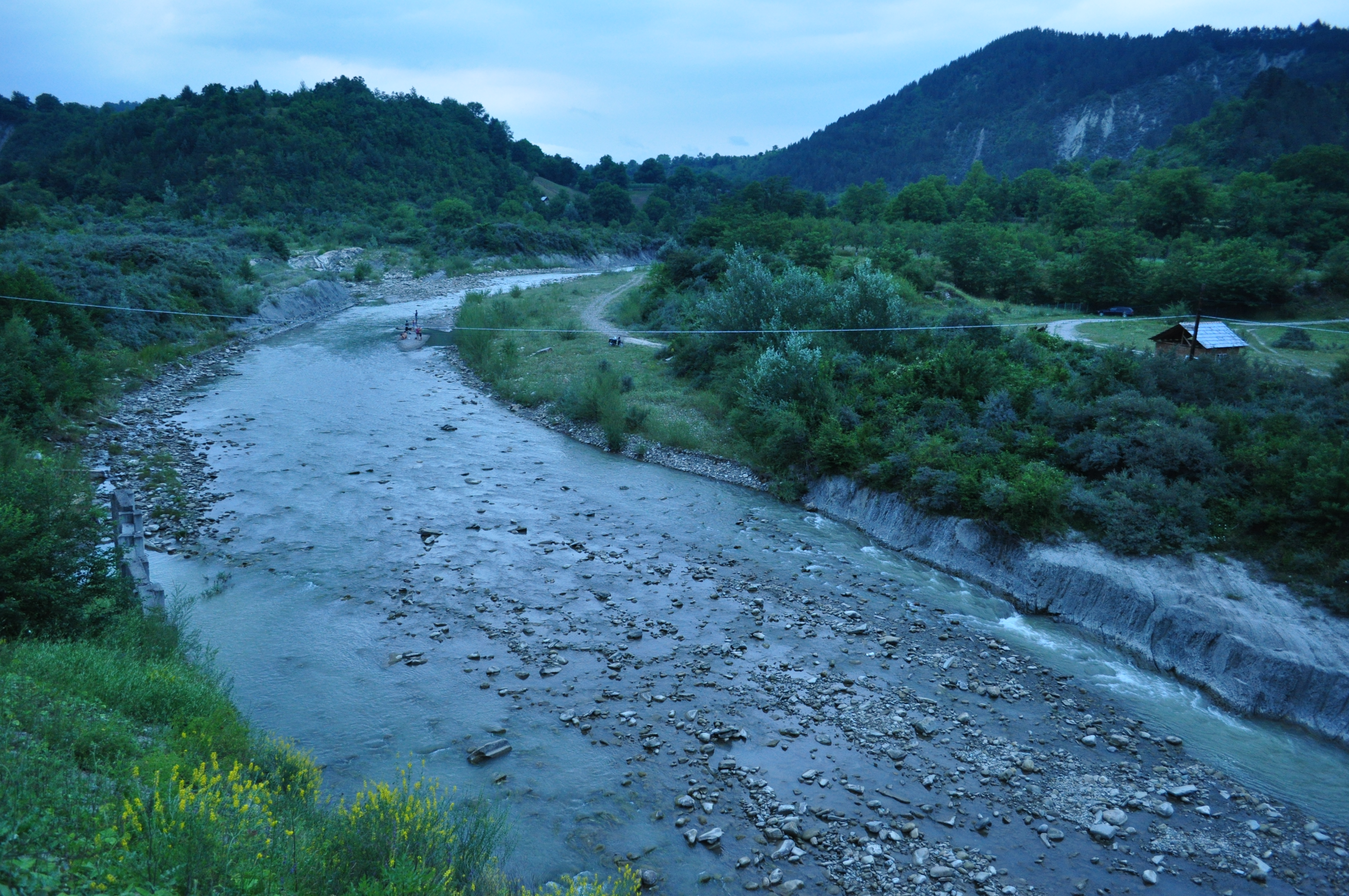
Una din apele curgătoare din bazinul Văsuiului în comuna Vrâncioaia

Comuna se află în partea de vest a județului, într-o zonă montană, cuprinzând bazinul hidrografic al râului Văsui, un afluent al Putnei.

## Istorie
La sfârșitul secolului al XIX-lea, pe teritoriul actual al comunei, funcționau în plaiul Vrancea al județului Putna comunele Poiana, Spinești și Văsui. În Poiana, comună cu un singur sat, trăiau 496 de locuitori și existau o biserică și patru mori de apă. Comuna Spinești avea, în satele Bodești și Spinești, 928 de locuitori, o biserică și o școală. Comuna Văsui era formată din satele Văsui, Sărățelu și Zgribincea, cu 402 locuitori. Aici exista doar o biserică. Anuarul Socec din 1925 consemnează cele trei comune în aceeași plasă Vrancea. Comuna Spinești avea aceeași alcătuire și 1000 de locuitori, în timp ce comuna Văsuiu avea 445 locuitori și era formată doar din satul de reședință; tot în unicul ei sat, comuna Poiana avea 575 de locuitori. În 1931, comuna Văsuiu s-a desființat, câte un sat cu numele Văsuiu figurând atât la comuna Spinești, cât și la comuna Poiana.
În 1950, comuna Spinești a dispărut, fiind inclusă în comuna Păulești, la rândul ei arondată raionului Năruja din regiunea Putna. În 1952, raionul s-a desființat, iar comuna Păulești a trecut la raionul Focșani din regiunea Bârlad și apoi (după 1956) din regiunea Galați. Între timp, comuna Spinești a fost desființată și satele incluse în comuna Păulești; comuna Poiana a luat la un moment dat numele de Vrâncioaia și în 1968 a trecut la județul Vrancea, primind și satele fostei comune Spinești.

## Demografie
Componența etnică a comunei Vrâncioaia
     Români (86,45%)
     Alte etnii (0%)
     Necunoscută (13,55%)
Componența confesională a comunei Vrâncioaia
     Ortodocși (86,26%)
     Alte religii (0,05%)
     Necunoscută (13,69%)
Conform recensământului efectuat în 2021, populația comunei Vrâncioaia se ridică la 2.162 de locuitori, în scădere față de recensământul anterior din 2011, când fuseseră înregistrați 2.576 de locuitori. Majoritatea locuitorilor sunt români (86,45%), iar pentru 13,55% nu se cunoaște apartenența etnică. Din punct de vedere confesional, majoritatea locuitorilor sunt ortodocși (86,26%), iar pentru 13,69% nu se cunoaște apartenența confesională.

## Politică și administrație
Comuna Vrâncioaia este administrată de un primar și un consiliu local compus din 11 consilieri. Primarul, Ionică Danțiș[*], de la Partidul Social Democrat, este în funcție din 2008. Începând cu alegerile locale din 2024, consiliul local are următoarea componență pe partide politice:
|  | Partid                    | Consilieri | Componența Consiliului | Componența Consiliului | Componența Consiliului | Componența Consiliului | Componența Consiliului | Componența Consiliului | Componența Consiliului |
|  | ------------------------- | ---------- | ---------------------- | ---------------------- | ---------------------- | ---------------------- | ---------------------- | ---------------------- | ---------------------- |
|  | Partidul Social Democrat  | 7          |                        |                        |                        |                        |                        |                        |                        |
|  | Partidul Național Liberal | 4          |                        |                        |                        |                        |                        |                        |                        |

## Transport
Comuna Vrâncioaia este deservită de șoseaua județeană DJ205L, care o leagă spre nord de Păulești și Tulnici (unde se termină în DN2D).

## Educație
În comună funcționează o gradinita cu program normal și școala gimnazială "Neculai Jechianu"

## Monumente istorice

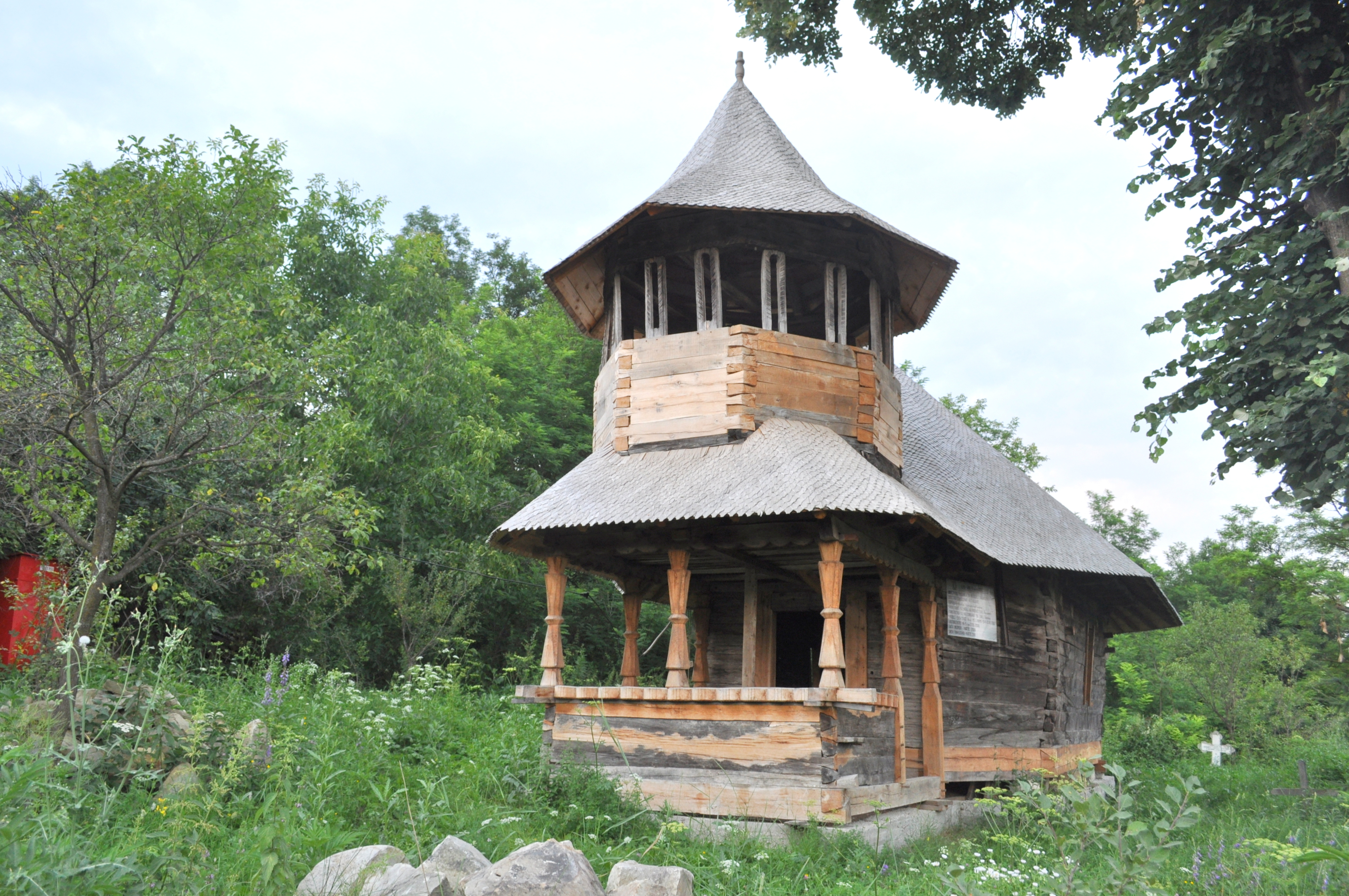
Biserica de lemn „Sfântul Nicolae”, monument istoric de interes național din comuna Vrâncioaia.

În comuna Vrâncioaia se află biserica de lemn „Sfântul Nicolae”, monument istoric de arhitectură de interes național, ridicată în 1783. Ea se află în centrul satului Vrâncioaia, pe drumul comunal ce duce către Muncei și Năruja.

## Personalități
- Neculai Jecheanu, senator de Putna (1934-1937) în Parlamentul României.[18][19]

## Vezi și
- Biserica de lemn din Spinești
- Biserica de lemn din Vrâncioaia
- Râul Putna (sit de importanță comunitară)